# Stiphodon birdsong
Stiphodon birdsong е вид бодлоперка от семейство Попчеви (Gobiidae). Видът не е застрашен от изчезване.

## Разпространение
Разпространен е в Австралия (Куинсланд), Индонезия, Папуа Нова Гвинея и Соломонови острови.

## Описание
На дължина достигат до 2,1 cm.